# Nguyễn Hữu Cầu (quận He)
Nguyễn Hữu Cầu (chữ Hán: 阮有求; 1712 – tháng 3 1751) là thủ lĩnh một cuộc khởi nghĩa nông dân Đàng Ngoài lớn vào giữa thế kỷ 18.

## Xuất thân
Ông là người xã Lôi Động ("sấm trong hang sâu") tổng Hương Đại, huyện Thanh Hà (nay thuộc xã Tân An), Hải Dương, Việt Nam.
Nguyễn Hữu Cầu xuất thân trong gia đình nông dân nghèo, có tài cả văn kiêm võ, lại bơi lội rất giỏi nên được gọi là quận He. He là tên loài cá ở biển Đông, bởi Hữu Cầu bơi khoẻ và hùng dũng nên được gọi như vậy.

## Đối trận với quân Trịnh

### Đầu quân
Hữu Cầu vì nhà nghèo nên đi làm cướp, sau theo Nguyễn Cừ khởi nghĩa, được Cừ yêu quý gả con gái là Nguyễn Thị Quỳnh cho. Chẳng bao lâu ông nổi tiếng là một viên tướng giỏi võ nghệ, dũng cảm gan dạ và nhiều mưu lược. Cầu được nhân dân gọi là quận He.

### Thủ lĩnh ba quân
Khi Nguyễn Cừ bị bắt, Nguyễn Hữu Cầu đem thủ hạ về giữ núi Đồ Sơn và đất Vân Đồn. Năm 1743, quận He giết được Thủy Đạo đốc binh là Trịnh Bảng, tự xưng làm Đông Đạo Thống Quốc Bảo Dân Đại tướng Quân, thanh thế lừng lẫy. Sau đó bị Hoàng Ngũ Phúc đem binh đến vây ở núi Đồ Sơn, Hữu Cầu phá vây ra, về đánh lấy thành Kinh Bắc. Trấn phủ là Trần Đình Cẩm và Đốc đồng là Vũ Phương Đề đánh thua ở Thị Cầu phải bỏ ấn tín mà chạy; ở Thăng Long được tin ấy triều đình rất lo lắng.
Hoàng Ngũ Phúc đem binh về, cùng với Trương Khuông lấy lại thành Kinh Bắc, nhưng thế Nguyễn Hữu Cầu vẫn mạnh, phá quân của Trương Khuông ở làng Ngọc Lâm (thuộc huyện Yên Dũng), đuổi quân của quan thống lĩnh Đinh Văn Giai ở Xương Giang (thuộc huyện Bảo Lộc) rồi lại về vây dinh Thị Cầu. Trịnh Doanh sai Hoàng Ngũ Phúc và Phạm Đình Trọng đem binh đến đánh bại Hữu Cầu ở Xương Giang.
Vì ngày thường cướp được thóc gạo của thuyền buôn, đem cho dân nghèo, cho nên quận He đi đến đâu cũng có người theo, muốn lấy bao nhiêu quân lương cũng có. Nguyễn Hữu Cầu được các sử gia đánh giá là người kiệt hiệt, nhiều mưu mẹo nhất trong số các thủ lĩnh khởi nghĩa lúc đó. Có khi bị vây hàng mấy vòng, ông chỉ một mình một ngựa phá vây ra, rồi chỉ trong mấy ngày lại có hàng vạn người đi theo.
Các tướng sĩ họ Trịnh ai cũng sợ quận He, duy chỉ có Phạm Đình Trọng là bạn học thuở nhỏ là người hiểu quận He. Hai người đố kỵ nhau từ trước (xem phần Đối chữ với Phạm Đình Trọng bên dưới), sau đó lại đối địch, Hữu Cầu đào mồ mẹ Trọng đổ xuống sông. Từ đó Phạm Đình Trọng thề không cùng sống ở đời với Nguyễn Hữu Cầu.
Năm 1746, quận He cho người đem vàng về đút lót cho Đỗ Thế Giai và người nội giám là Nguyễn Phương Đĩnh để xin hàng, Trịnh Doanh thuận cho và lại phong cho làm Hướng Nghĩa Hầu.
Nguyễn Hữu Cầu tuy đã xin về hàng, nhưng vẫn cứ cướp phá các nơi, sau lại về phá ở đất Sơn Nam. Phạm Đình Trọng đánh đuổi Hữu Cầu ở Cẩm Giàng, Hữu Cầu nhân lúc kinh thành không ai phòng bị, nên lẻn về đánh, ngay đêm hôm ấy kéo quân về bến Bồ Đề. Đến nơi thì trời vừa sáng; có tin báo, Trịnh Doanh tự đem quân ra giữ ở bến Nam Tân. Phạm Đình Trọng biết tin ấy lập tức đem quân về đánh mặt sau, Hữu Cầu lại thua bỏ chạy, về cùng với Hoàng Công Chất cướp ở huyện Thần Khê và Thanh Quan. Phạm Đình Trọng và Hoàng Ngũ Phúc lại đem binh xuống đánh đuổi. Hoàng Công Chất chạy vào Thanh Hóa, Hữu Cầu chạy vào Nghệ An, hợp với thủ lĩnh khởi nghĩa tên là Diên ở Hương Lãm (thuộc huyện Nam Đường).
Năm 1751, Phạm Đình Trọng đem quân vào đánh phá trại. Hữu Cầu chạy đến làng Hoàng Mai thì bị bắt, đóng cũi đem về nộp chúa Trịnh. Trịnh Doanh đem cùng lúc đó dẹp được Nguyễn Danh Phương, bắt mang về Kinh đô, đi đến làng Xuân Hi, huyện Kim Anh, gặp người của Phạm Đình Trọng giải Nguyễn Hữu Cầu đến. Trịnh Doanh bèn mở tiệc khao quân, bắt Danh Phương dâng rượu, Hữu Cầu thổi kèn.
Hữu Cầu nuốt nhục hầu chúa, khi về kinh thành định vượt ngục nhưng không thành. Tháng 3 năm 1751, ông bị hành hình. Phạm Đình Trọng mang quân về quê ông, quật mộ bố Nguyễn Hữu Cầu, giết 3 họ gia quyến ông. Vợ ông là Nguyễn Thị Quỳnh tự tử.

## Đối chữ với Phạm Đình Trọng

### Thuở hàn vi
Tương truyền thuở nhỏ Nguyễn Hữu Cầu và Phạm Đình Trọng cùng học một thầy. Trọng hay được thầy khen nhưng Cầu không phục. Một hôm đi đám ma về, thầy cho cả hai người đi theo. Nhà đám biếu thủ lợn, Cầu và Trọng tỵ nhau không ai chịu xách. Thầy bèn ra vế đối, bảo ai đối được thì không phải xách:
Huề trư thủ (xách đầu lợn)
Trọng đối lại:
Phan long lân (Vịn vây rồng)
Còn Cầu đối:
Diệt Tần phá Sở
Thầy gõ quạt lên đầu Cầu, nói câu đối không chuẩn, thừa chữ và bắt xách thủ lợn. Nhưng Cầu vẫn gân cổ cãi:
Tôi đối sai thật, nhưng ý tôi là muốn bóc vẩy rồng kia, chứ không thèm vịn vây rồng như Trọng!
Một lần khác thầy lại ra vế đối:
Mười rằm trăng náu, mười sáu trăng treo
Trọng đối:
Tháng giêng rét đài, tháng hai rét lộc
Cầu lại đối rằng:
Tháng mười sấm rạp, tháng chạp sấm động
Thầy nghe xong bảo:
Thằng Trọng có khẩu khí làm quan to, còn thằng Cầu thì chỉ làm giặc!
Rồi từ đó ông đồ sợ không dám nhận dạy Cầu nữa. Sau này quả nhiên Trọng làm quan cho nhà Lê còn Cầu khởi nghĩa chống triều đình.

### Ra chiến trận
Tương truyền có lần hai bên đối trận, Phạm Đình Trọng ra vế đối sai người đưa cho Cầu như sau:
Thổ triệt bán hoành, thuận giả thượng, nghịch giả hạ
(土撤半横, 順者上, 逆者下)
Nghĩa là: chữ "thổ" (土) nếu bỏ đi một nửa nét ngang, để xuôi là chữ "thượng" (上), để ngược là chữ "hạ" (下). Câu này có ý đe doạ Cầu nếu thuận theo triều đình thì có chức, chống lại thì bị diệt.
Hữu Cầu viết thư đối lại rằng:
Ngọc tàng nhất điểm, xuất vi chúa, nhập vi vương
(玉藏一點, 出為主, 入為王)
Nghĩa là: bộ "ngọc" (玉) có một dấu chấm, để lên đầu là chữ "chúa" (主), bỏ đi là chữ "vương" (王). Ý nói chí lớn của mình chẳng làm chúa cũng làm vua chứ không chịu hàng.

### "Chim trong lồng"
"Chim trong lồng" là bài thơ nổi tiếng trước khi bị đem hành hình của Nguyễn Hữu Cầu còn lưu truyền đến ngày nay. Bài thơ làm cả tiếng Hán cả tiếng Nôm, có những từ cổ mà có lẽ tiếng Việt thời đó quen dùng.
Khi Cầu bị bắt, Trọng lại gần xem Cầu có kêu cầu gì không, nhưng Cầu thản nhiên ngồi hát xướng rất ngang tàng. Trọng hỏi:
Anh bây giờ như con chim trong lồng, còn gì mà hát? Nghe nói anh có tài thơ, trong trường hợp nào cũng làm được, vậy anh thử làm bài thơ "Chim trong lồng" xem sao?
Cầu không cần đợi giục hai lần, liền ngâm:
Nhất lung thiên địa tàng thân tiểu
Vạn lý phong vân cử mục tần
Hỏi sao sao luỵ cơ trần
Bận tài bay nhảy, xót thân tang bồng
Nào khi vỗ cánh rỉa lông
Hót câu thiên túng trong vòng lao lung
Chim oanh nọ vẫy vùng giậu bắc
Đàn loan kia túc tắc cành nam
Mặc bay đông ngữ tây đàm
Chờ khi phong tiện dứt dàm vân lung
Bay thẳng cánh muôn trùng tiêu Hán
Phá vòng vây làm bạn kim ô
Giang sơn khách diệc tri hồ?
Theo Việt Nam sử lược, khi Cầu bị bắt mang nộp chúa Trịnh cùng lúc với Nguyễn Danh Phương, chúa sai bày tiệc, bắt Phương rót rượu và Cầu thổi kèn hầu tiệc. Không rõ có phải đó chính là lúc Cầu ngâm bài thơ này hay không.

### Bình luận
Nguyễn Hữu Cầu và Phạm Đình Trọng một đời đối địch. Những người tin vào tâm linh có thể coi hai người như có nợ từ kiếp trước, chẳng những đối địch từ khi đi học đến khi cầm quân, khi ra mặt trận không chỉ đối gươm mà đối cả chữ. Hai người chí hướng khác hẳn nhau, người ra làm quan, người đi làm giặc. Cầu đào mộ mẹ Trọng thì đúng là hành động quân cường khấu, nhưng Trọng là đại quan triều đình cũng trả thù quật lại mộ cha Cầu thì cũng không khá hơn giặc cướp. Dẹp được Cầu, Trọng được phong làm Binh Bộ thượng thư. Nhưng cũng chỉ 3 năm sau (1754), Trọng chết lúc mới 40 tuổi. Có Cầu thì có Trọng đối địch, Cầu không còn thì Trọng cũng ra đi, như truyện dân gian "Trạng chết thì chúa băng hà".

## Đền thờ
Ngày nay có nhiều nơi thờ Nguyễn Hữu Cầu. Tại Đồ Sơn, ông được thờ ở miếu Ngọc Xuyên, trong 6 vị tiên công và 2 vị thần có Nguyễn Hữu Cầu (gọi là "bát bộ tôn thần"). Cũng tại Đồ Sơn có "đài lên ngôi" của quận He.
Tại làng Trà Cổ, thị xã Móng Cái (Quảng Ninh) có đình Trà Cổ thờ các vị tổ (Thành Hoàng làng), đồng thời là nơi thờ Quận He.
Trên đường Yên Tử, gần Suối Tăm, có miếu nhỏ thờ Nguyễn Thị Quán (được tôn là Nguyệt Nga công chúa) là em gái quận He - người cũng tham gia khởi nghĩa, vợ của bộ tướng Giang Tâm. Tương truyền bà tự vẫn ở bến Đầu Cầu.
Tại hương ông, giữa cánh đồng Chàng làng Đồng Nổi, gần sông Ngựa Lồng xã Tân An, Thanh Hà, Hải Dương, có miếu Quận đây chính là mộ của cha ông, nơi phát tích của quận He, trong miếu có bia ghi: "Tiên triều Ninh Đông vương phát tích mộ".
Đình Lôi Động thờ tam vị thành hoàng trong đó có quận He. Hàng năm vào ngày 11-13/3 âm lịch tổ chức lễ hội.

## Giai thoại vềHội chọi trâuở Đồ Sơn
Theo dân gian truyền miệng ở Đồ Sơn, hội chọi trâu có liên quan đến khởi nghĩa quận He. Tương truyền khi Nguyễn Hữu Cầu mang quân về đây, dân trong vùng mang ba con trâu ra khao quân. Hữu Cầu định làm thịt ba con trâu đó để khao quân thì bất ngờ chúng xông vào húc nhau. Quân sĩ của ông và nhân dân kéo nhau tới xem. Từ đó hàng năm nhân dân vùng Đồ Sơn thường mở hội chọi trâu để tưởng nhớ Nguyễn Hữu Cầu.
Tuy nhiên, theo sách Đại Nam nhất thống chí của nhà Nguyễn sau này, hội chọi trâu Đồ Sơn lại liên quan đến sự tích đền Thủy thần: Tại chân núi xã Đồ Sơn có đền Thủy thần, tương truyền có người bản thổ đi đêm qua dưới đền, thấy hai con trâu chọi nhau, nên hàng năm có tục chọi trâu để tế thần.